# Jeff Wood (kierowca wyścigowy)
Jeff Wood (ur. 20 stycznia 1957 roku w Wichita) – amerykański kierowca wyścigowy.

## Kariera
Wood rozpoczął karierę w międzynarodowych wyścigach samochodowych w 1977 roku od startów w Atlantic Championship. Z dorobkiem 23 punktów został sklasyfikowany na szesnastej pozycji w końcowej klasyfikacji kierowców. Dwa lata później został mistrzem tej serii. W późniejszym okresie Amerykanin pojawiał się także w stawce Grand Prix de Trois-Rivieres, Formula Pacific New Zealand International Series, Amerykańskiej Formuły Super Vee Robert Bosch/Valvoline Championship, Grand Prix Makau, SCCA Budweiser Can-Am Challenge, IMSA Camel GT Championship, FIA World Endurance Championship, CART Indy Car World Series, AMRA Modified National Series oraz Como Modified Series Presented By Lake Country Chevy Dealers.
W CART Indy Car World Series Wood startował w latach 1983, 1985, 1987, 1989-1995. Najlepszy wynik Amerykanin osiągnął w 1990 roku, kiedy uzbierane siedem punktów dało mu 21 miejsce w klasyfikacji generalnej.